# Valdonega

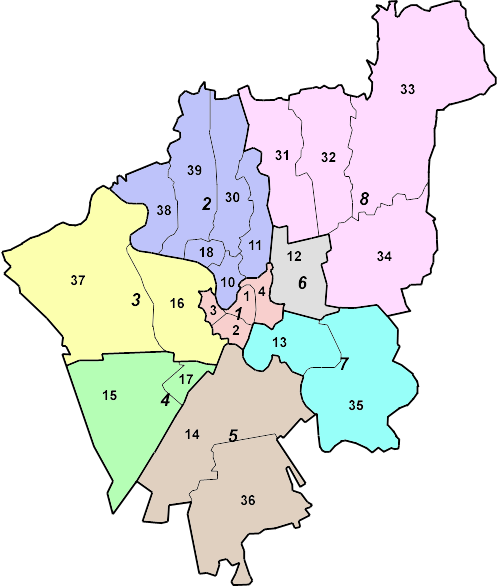
La valdonega rappresenta il distretto 11 rappresentato nella foto

Valdonega (dal latino Vallis Dominica), è un quartiere residenziale di Verona situato a nord-est del centro storico, facente parte della II circoscrizione comunale. Il quartiere è abitato da 3.662 persone.  La zona, chiamata originariamente valletta, ha iniziato ad essere urbanizzata nei primi decenni del XX secolo su modello delle “città giardino”, con costruzioni di villini isolati e spazi verdi; lo sviluppo edilizio ha continuato nel dopoguerra, regolamentato da piani urbanistici comunali del 1957 e successivamente del 1975.

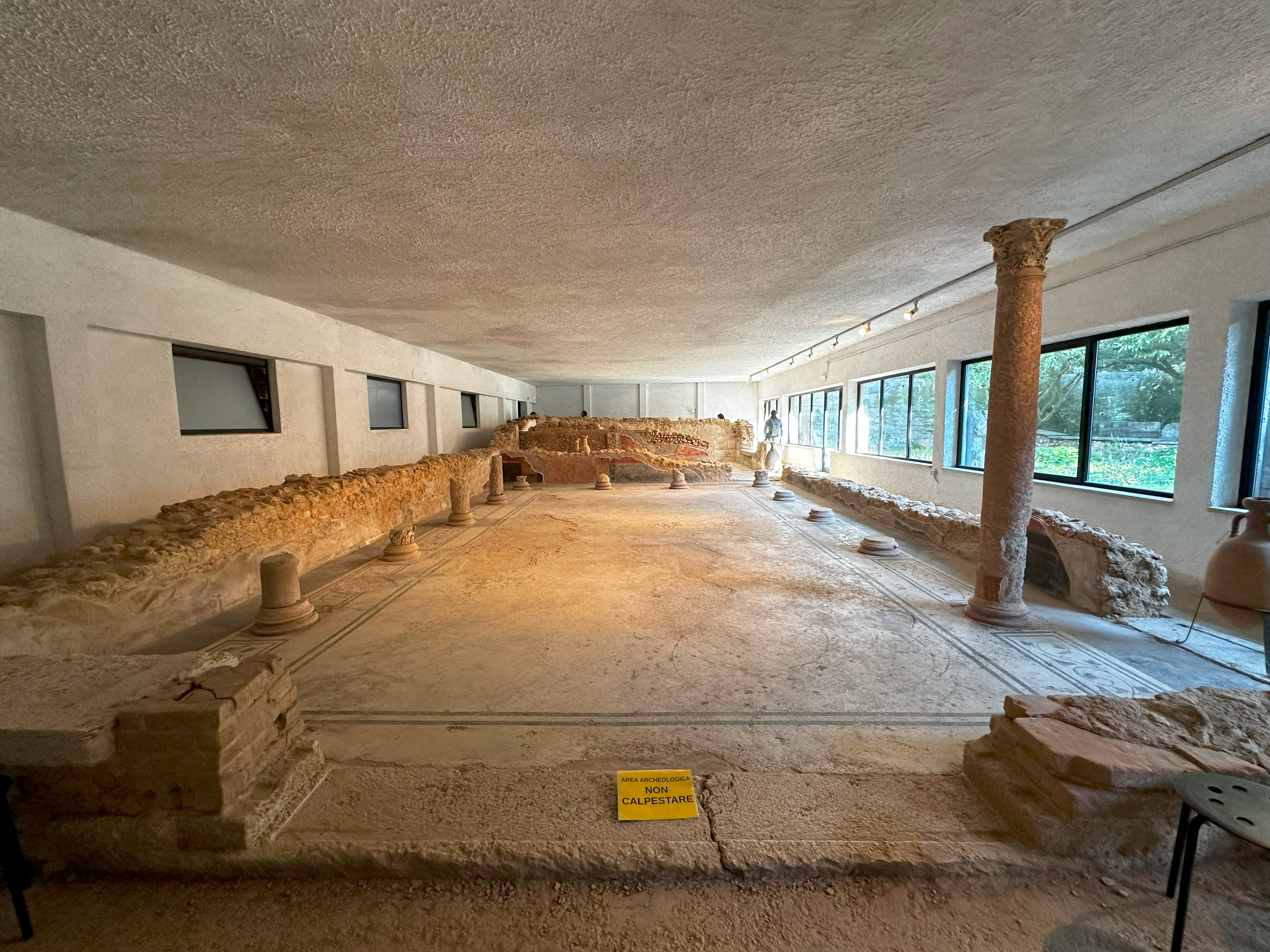
Interno della Villa romana di Valdonega

Nel quartiere si trovano i resti della villa romana di Valdonega, scoperta nel 1957 durante dei lavori edilizi in via Cesare Zoppi.Ad oggi risultano visitabili tre ambienti affacciati su un portico a “L”, con pavimenti a mosaico, colonne e affreschi di epoca imperiale.
Il quartiere, situato sulla sponda sinistra dell'Adige e ai piedi della zona collinare delle Torricelle, conserva ampie aree boschive collinari, tra cui il sentiero fino alla fontana di Sommavalle, sorgente naturale che alimentava il corso d’acqua storico della zona. Il quartiere si collega al centro storico tramite il Ponte Pietra oppure Ponte Garibaldi.